# Heilig Hartbeeld (Hoogerheide)
Het Heilig Hartbeeld is een standbeeld in de Nederlandse plaats Hoogerheide, in de provincie Noord-Brabant.

## Achtergrond
Het Heilig Hartbeeld werd gemaakt door Jan Custers en is geplaatst op een pleintje voor de Onze-Lieve-Vrouw-Hemelvaartkerk. Opdrachtgevers waren Antonius Andreas Jacobs en zijn vrouw Wilhelmina Adriana Huberta Maria Verbeek, die hun zilveren huwelijksjublieum vierden. Het beeld is getekend "A A / JACOBS / VERBEEK" en "J CUSTERS". Op zondag 19 juli 1931 werd 's ochtends een plechtige hoogmis gehouden. Na een rondgang in de middag, werd het beeld door een zoon van het echtpaar Jacobs aangeboden aan de pastoor van de parochie.

## Beschrijving
Het beeld is een stenen, staande Christusfiguur in gedrapeerd gewaad. Hij houdt zijn rechterhand omhoog in een zegenend gebaar met geheven wijsvinger en middelvinger. Zijn linkerhand wijst naar voren. Op zijn borst draagt hij het Heilig Hart. Het beeld is geplaatst op een eenvoudige stenen sokkel.